# شمشیربازی در المپیک تابستانی ۱۹۸۴
شمشیربازی در بازی‌های المپیک تابستانی ۱۹۸۴ نام رویداد ورزش شمشیربازی در بازی‌های المپیک تابستانی بود که در سال ۱۹۸۴ برگزار شد.

## جدول مدال‌ها
| رتبه | کشور                      | طلا | نقره | برنز | مجموع |
| ۱    | ایتالیا (ITA)             | ۳   | ۱    | ۳    | ۷     |
| ۲    | آلمان غربی (FRG)          | ۲   | ۳    | ۰    | ۵     |
| ۳    | فرانسه (FRA)              | ۲   | ۲    | ۳    | ۷     |
| ۴    | چین (CHN)                 | ۱   | ۰    | ۰    | ۱     |
| ۵    | رومانی (ROU)              | ۰   | ۱    | ۱    | ۲     |
| ۶    | سوئد (SWE)                | ۰   | ۱    | ۰    | ۱     |
| ۷    | ایالات متحده آمریکا (USA) | ۰   | ۰    | ۱    | ۱     |

## کشورهای شرکت کننده
| - آرژانتین (۱۰) - استرالیا (۳) - اتریش (۸) - بلژیک (۴) - بولیوی (۱) - کانادا (۱۵) - چین (۱۸) - چین تایپه (۲) - مصر (۶) - فرانسه (۲۰) - بریتانیای کبیر (۲۰) - یونان (۱) - هائیتی (۲) | - هنگ کنگ (۵) - اسرائیل (۴) - ایتالیا (۲۰) - ژاپن (۹) - اردن (۱) - کره جنوبی (۷) - کویت (۹) - لبنان (۴) - مکزیک (۱) - موناکو (۱) - نیوزیلند (۲) - نروژ (۶) | - پاناما (۱) - پرتغال (۱) - پورتوریکو (۲) - رومانی (۱۱) - عربستان سعودی (۷) - اسپانیا (۲) - سوئد (۶) - سوئیس (۵) - ترکیه (۲) - ایالات متحده آمریکا (۲۰) - جزایر ویرجین (۴) - ونزوئلا (۲) - آلمان غربی (۲۰) |